# Alessio Romagnoli
Alessio Romagnoli (12. leden 1995 Anzio, Itálie) je italský profesionální fotbalista, který hraje na pozici středního obránce za italský klub Lazio. Mezi lety 2016 a 2023 odehrál také 13 utkání v dresu italské reprezentace, ve kterých vstřelil 2 branky.

## Kariéra

### Klubová
Již od roku 2003 byl hráčem akademie v AS Řím. První utkání za dospělé odehrál 11. prosince 2012 v italském poháru. Za 11 dní odehrál první utkání v nejvyšší lize. V první sezoně odehrál dva zápasy a vstřelil jednu branku. Branku vstřelil proti Janovu (3:1). V následující sezoně odehrál 11 utkání jako levý obránce.
Sezonu 2014/15 odehrál v Sampdorii, kde byl poslán na hostování s opcí. Trenér Siniša Mihajlović jej nasadil do 30 utkání a Alessio se osvědčil a navíc vstřelil dvě branky. Klub se po sezoně rozhodl opci nevyužít a tak se vrátil do Říma. Byl ale hned prodán za 25 milionů Euro do Milána, kde se potkal s trenérem Mihajlovičem.
Svůj první utkání za Rossoneri odehrál 17. srpna 2015 ve věku 20 let v italském poháru. První utkání v nejvyšší lize odehrál o pět dní později proti Fiorentině (0:2). První branku vstřelil 1. března 2016 proti Alessandrii (5:0) v italském poháru. V první sezoně odehrál celkem 40 utkání. V italském poháru došel do finále, kde ale prohrál s Juventusem (0:1) v prodloužení. První vítěznou trofej vyhrál 23. prosince 2016, když vyhrál italský superpohár. Sezona 2016/17 dopadla pro Rossoneri dobře, protože se po třech letech, díky 6. místu probojovali do evropské ligy.
Od sezony 2018/19 se po odchodu Bonucciho stal ve věku 23 let novým kapitánem mužstva. Klub ale neměl velké úspěchy. Až příchod trenéra Pioliho během sezony 2020/21 se klub dostával postupně nahoru. I když Alessio ztratil místo v sestavě, mohl slavit první titul v kariéře v sezoně 2021/22.

## Reprezentační
Od 5. března 2014 byl členem Itálie U21, kde odehrál 15 utkání a vstřelil jednu branku. Za seniorskou reprezentaci Itálie nastoupil do 12 utkání a vstřelil dvě branky. První utkání odehrál ve věku 21 let 6. října 2016 proti Španělsku (1:1). První branku vstřelil 15. října 2019 proti Lichtenštejnsku (5:0). Zatím jeho poslední vystoupení je 18. listopadu 2019 proti Arménii (9:1).

## Přestupy
- z Řím do Sampdoria za 500 000 Euro (hostování)
- z Řím do Milán za 25 000 000 Euro

## Statistiky
| Sezóna          | Klub            | Liga            | Liga   | Liga | Ligové poháry | Ligové poháry | Ligové poháry | Kontinentální poháry | Kontinentální poháry | Kontinentální poháry | Celkem | Celkem |
| Sezóna          | Klub            | Soutěž          | Zápasy | Góly | Soutěž        | Zápasy        | Góly          | Soutěž               | Zápasy               | Góly                 | Zápasy | Góly   |
| --------------- | --------------- | --------------- | ------ | ---- | ------------- | ------------- | ------------- | -------------------- | -------------------- | -------------------- | ------ | ------ |
| 2012/13         | Řím             | Serie A         | 2      | 1    | IP            | 1             | 0             | -                    | 0                    | 0                    | 3      | 1      |
| 2013/14         | Řím             | Serie A         | 11     | 0    | IP            | 0             | 0             | -                    | 0                    | 0                    | 11     | 0      |
| Celkem za Řím   | Celkem za Řím   | Celkem za Řím   | 13     | 1    | -             | 1             | 0             | -                    | 0                    | 0                    | 14     | 1      |
| 2014/15         | Sampdoria       | Serie A         | 30     | 2    | IP            | 1             | 0             | -                    | 0                    | 0                    | 31     | 2      |
| 2015/16         | Milán           | Serie A         | 34     | 0    | IP            | 6             | 1             | -                    | 0                    | 0                    | 40     | 1      |
| 2016/17         | Milán           | Serie A         | 27     | 1    | IP+IS         | 1+1           | 0+0           | -                    | 0                    | 0                    | 29     | 1      |
| 2017/18         | Milán           | Serie A         | 28     | 2    | IP            | 5             | 1             | EL                   | 9                    | 0                    | 42     | 3      |
| 2018/19         | Milán           | Serie A         | 32     | 2    | IP+IS         | 4+1           | 0+0           | EL                   | 4                    | 0                    | 41     | 2      |
| 2019/20         | Milán           | Serie A         | 35     | 1    | IP            | 4             | 0             | -                    | 0                    | 0                    | 39     | 1      |
| 2020/21         | Milán           | Serie A         | 22     | 1    | IP            | 2             | 0             | EL                   | 6                    | 0                    | 30     | 1      |
| 2021/22         | Milán           | Serie A         | 19     | 1    | IP            | 2             | 0             | LM                   | 5                    | 0                    | 26     | 1      |
| Celkem za Milán | Celkem za Milán | Celkem za Milán | 197    | 8    | -             | 26            | 2             | -                    | 24                   | 0                    | 247    | 10     |
| 2022/23         | Lazio           | Serie A         | 34     | 2    | IP            | 2             | 0             | EL+EKL               | 4+2                  | 0                    | 42     | 2      |
| 2023/24         | Lazio           | Serie A         | 29     | 0    | IP+IS         | 3+1           | 0             | LM                   | 6                    | 0                    | 39     | 0      |
| 2024/25         | Lazio           | Serie A         | 32     | 2    | IP            | 1             | 0             | EL                   | 10                   | 3                    | 43     | 5      |
| Celkem za Lazio | Celkem za Lazio | Celkem za Lazio | 95     | 4    | -             | 7             | 0             | -                    | 22                   | 3                    | 124    | 7      |
| Celkově         | Celkově         | Celkově         | 334    | 16   | -             | 35            | 2             | -                    | 46                   | 3                    | 416    | 20     |

## Úspěchy

### Klubové
- vítěz italské ligy (1x)

Milán: 2021/22
- vítěz italského superpoháru (1x)

Milán: 2016

### Reprezentační
- 1x na ME 21 (2015)